# James DʼArcy
James D'Arcy, született Simon Richard D'Arcy (Amersham, 1975. augusztus 24. –) angol színész.
Legismertebb alakítása Edwin Jarvis a Marvel-moziuniverzumban. Elsőként a 2015-2016-os Carter ügynök című sorozatban játszotta ezt követte a Bosszúállók: Végjáték (2019). A Broadchurch című sorozat második évadjában is szerepelt.

## Fiatalkora
1975. augusztus 24-én született Amershamban, de Londonban nevelkedett a húgával (Charlotte) és édesanyjával (Caroline). Még fiatal volt, amikor édesapja elhunyt.
Miután 1991-ben befejezte tanulmányait a Christ's Hospitalban, 17 évesen egy évre Ausztráliába ment, ahol a perthi Christ Church Gimnázium drámatagozatán dolgozott. Ekkor kezdett érdeklődni a színészet iránt. Miután visszatért Londonba, beiratkozott a Londoni Zene- és Színházművészeti Akadémiára, ahol BA diplomát szerzett.

## Karrier
Először televíziós sorozatokban voltak kisebb szerepei: A néma szemtanú (1996) és Dalziel and Pascoe (1996), majd a olyan sorozatban szerepelt, mint Nicholas Hawthorne a Ruth Rendell „s Vesztegetés és korrupció , Lord Cheshire A Canterville Ghost és Jonathan Maybury a The Ice House (összes 1997).
1997-ben Blifilt játszotta a Tom Jones, egy talált gyermek históriája című angol tévéfilmben. 1999-ben Az árok című első világháborús drámában játszott, valamint szerepelt a Agyatlan Apartman című vígjátékban. 2001-től napjainkig nagyobb szerepeket és főszerepeket is kapott, olyan alkotásokban, mint a Rebel Heart (2001), The Life and Adventures of Nicholas Nickleby (2001) és a Revelation (2001) című minisorozatokban. 2002-ben Sherlock Holmes-t alakította a Sherlock Holmes esete a gonosszal című televíziós filmben.
2015 és 2016 között a Carter ügynök című sci-fi sorozat főszereplője volt. A sorozatban Edwin Jarvist, Howard Stark hű inasát alakította. A szerepét megismételte a Bosszúállók: Végjátékban című filmben, így D'Arcy volt az első és egyetlen színész, aki sorozatszerepe után filmben is megismételte a szerepét.

## Filmográfia

### Film
| Év   | Magyar cím                                      | Eredeti cím                                     | Szerep                       | Magyar hang            |
| ---- | ----------------------------------------------- | ----------------------------------------------- | ---------------------------- | ---------------------- |
| 1997 | Oscar Wilde szerelmei                           | Wilde                                           | barát                        |                        |
| 1998 |                                                 | Hiccup (rövidfilm)                              | Barry                        |                        |
| 1999 | Az árok                                         | The Trench                                      | Colin Daventry közlegény     | Janicsek Péter         |
| 1999 | Agyatlan apartman                               | Guest House Paradiso                            | fiatal vőlegény              |                        |
| 2001 | Az elveszett ereklye kalandorai – A Loculus-kód | Revelation                                      | Jake Martell                 | Balázs Zoltán          |
| 2003 | Az utolsó pillanat                              | dot the i                                       | Barnaby F. Caspian           | Papp Dániel            |
| 2003 | Kapitány és katona: A világ túlsó oldalán       | Master and Commander: The Far Side of the World | Thomas Pullings elsőtiszt    | Sztarenki Pál          |
| 2004 | Az ördögűző: A kezdet                           | Exorcist: The Beginning                         | Francis atya                 | Széles Tamás           |
| 2005 |                                                 | An American Haunting                            | Richard Powell               |                        |
| 2007 | Rajzás                                          | Rise: Blood Hunter                              | Bishop                       | Tokaji Csaba           |
| 2008 | Emlékek hálójában                               | Flashbacks of a Fool                            | Jack Adams                   |                        |
| 2010 |                                                 | Natural Selection (rövidfilm)                   | John Henry Wilson            |                        |
| 2011 |                                                 | The Flight of the Swan                          | Alexis                       |                        |
| 2011 | A hősök kora                                    | Age of Heroes                                   | Ian Fleming                  |                        |
| 2011 |                                                 | Screwed                                         | Sam                          |                        |
| 2011 | W.E. – Országomat egy nőért                     | W.E.                                            | VIII. Eduárd brit király     | Horváth-Töreki Gergely |
| 2012 |                                                 | In Their Skin                                   | Bobby                        |                        |
| 2012 |                                                 | The Domino Effect                               | Mark                         |                        |
| 2012 | Felhőatlasz                                     | Cloud Atlas                                     | Rufus Sixsmith / James ápoló | Simon Kornél           |
| 2012 | Felhőatlasz                                     | Cloud Atlas                                     | levéltáros                   | nem szólal meg         |
| 2012 | Hitchcock                                       | Hitchcock                                       | Anthony Perkins              | Takátsy Péter          |
| 2012 | Szálljon el a bánat!                            | Overnight                                       | Tom                          | Bozsó Péter            |
| 2013 | A sötétség után                                 | After the Dark                                  | Mr. Zimit                    | Széles Tamás           |
| 2013 |                                                 | Dreams Never End (rövidfilm)                    | Farkas                       |                        |
| 2014 | Kamuzsaruk                                      | Let's Be Cops                                   | Mossi Kasic                  | Széles Tamás           |
| 2014 |                                                 | Instruments of Darkness                         | Banquo                       |                        |
| 2015 | Jupiter felemelkedése                           | Jupiter Ascending                               | Maximilian Jones             | Debreczeny Csaba       |
| 2015 | A túlélő                                        | Survivor                                        | Paul Anderson                | Király Adrián          |
| 2016 | Gernika                                         | Guernica                                        | Henry                        | Simon Kornél           |
| 2017 | Dunkirk                                         | Dunkirk                                         | Winnant ezredes              | Gémes Antos            |
| 2017 | Hóember                                         | The Snowman                                     | Filip Becker                 | Simon Kornél           |
| 2019 | Bosszúállók: Végjáték                           | Avengers: Endgame                               | Edwin Jarvis (cameo)         | Kárpáti Levente        |
| 2019 |                                                 | Life Like                                       | Julian                       |                        |
| 2020 | Made in Italy                                   | Made in Italy                                   | rendező és forgatókönyvíró   | –                      |
| 2020 |                                                 | LX 2048                                         | Adam Bird                    |                        |
| 2020 |                                                 | Six Minutes to Midnight                         | Drey százados                |                        |
| 2021 |                                                 | Warning                                         | Isten (hangja)               |                        |
| 2022 |                                                 | North of Normal                                 | Sam                          |                        |
| 2022 |                                                 | Banking on Mr. Toad                             | Kenneth Grahame              |                        |
| 2023 | Oppenheimer                                     | Oppenheimer                                     | Patrick Blackett             | Dévai Balázs           |

### Televízió
| Év        | Magyar cím                         | Eredeti cím                                  | Szerep                | Megjegyzések                                                           |
| --------- | ---------------------------------- | -------------------------------------------- | --------------------- | ---------------------------------------------------------------------- |
| 1996      | A néma szemtanú                    | Silent Witness                               | tanuló                | 1 epizód                                                               |
| 1996      |                                    | Dalziel and Pascoe                           | Franny Roote          | 1 epizód                                                               |
| 1996      |                                    | Brookside                                    | Martin Cathcart       | 1 epizód                                                               |
| 1997      | A canterville-i kísértet           | The Canterville Ghost                        | Lord Cheshire         | - tévéfilm - magyar hangja: - Széles Tamás                             |
| 1997      |                                    | The Ruth Rendell Mysteries                   | Nicholas Hawthorne    | 2 epizód                                                               |
| 1997      | A jégverem                         | The Ice House                                | Jonathan Maybury      | tévéfilm                                                               |
| 1997      |                                    | A Dance to the Music of Time                 | Nicholas Jenkins      | minisorozat (1 epizód)                                                 |
| 1997      | Tom Jones                          | The History of Tom Jones: a Foundling        | Blifil                | - minisorozat (5 epizód) - magyar hangja: - Horányi László             |
| 1998      |                                    | Norman Ormal: A Very Political Turtle        | rossz színész         | tévéfilm                                                               |
| 1999      |                                    | Sunburn                                      | Phil                  | 1 epizód                                                               |
| 2001      |                                    | Rebel Heart                                  | Ernie Coyne           | minisorozat (4 epizód)                                                 |
| 2001      |                                    | The Life and Adventures of Nicholas Nickleby | Nicholas Nickleby     | tévéfilm                                                               |
| 2001      |                                    | Dark Realm                                   | Dean                  | 1 epizód                                                               |
| 2002      | Macsómizéria                       | Come Together                                | Jack                  | tévéfilm                                                               |
| 2002      |                                    | Sir Gawain and the Green Knight              | Sir Gawain            | tévéfilm                                                               |
| 2002      | Sherlock Holmes esete a gonosszal  | Sherlock: Case of Evil                       | Sherlock Holmes       | tévéfilm                                                               |
| 2003      |                                    | P.O.W.                                       | Jim Caddon            | 6 epizód                                                               |
| 2005      | Agatha Christie: Poirot            | Agatha Christie's Poirot                     | Derek Kettering       | - 1 epizód - (A titokzatos kék vonat) - magyar hangja: - Balázs Zoltán |
| \|2006    | Agatha Christie: Marple            | Agatha Christie's Marple                     | Jerry Burton          | - 1 epizód - (A láthatatlan kéz) - magyar hangja: - Balázs Zoltán      |
| \|2006    | Az ókori Róma tündöklése és bukása | Ancient Rome: The Rise and Fall of an Empire | Tiberius Gracchus     | 1 epizód                                                               |
| \|2006    |                                    | The Battle for Rome                          | Tiberius Gracchus     | tévéfilm                                                               |
| 2007      |                                    | Them                                         | Cain Johnson          | tévéfilm                                                               |
| 2007      |                                    | Green                                        | Sy                    | tévéfilm                                                               |
| 2007      | Bukott angyalok                    | Fallen Angel                                 | Toby Clifford         | 1 epizód                                                               |
| 2007      | Mansfield Park                     | Mansfield Park                               | Tom Bertram           | tévéfilm                                                               |
| 2007      | Linley felügyelő nyomoz            | The Inspector Lynley Mysteries               | Guy Thompson          | 1 epizód                                                               |
| 2008      |                                    | Bonekickers                                  | Roberts kapitány      | 1 epizód                                                               |
| 2008      |                                    | The Commander                                | Jerry                 |                                                                        |
| 2009      |                                    | The Eastmans                                 | Dr. Peter Eastman     | eladatlan próbaepizód                                                  |
| 2009      | Churchill háborúja                 | Into the Storm                               | Jock Colville         | tévéfilm                                                               |
| 2009      | Virtuális valóság                  | Virtuality                                   | Dr. Roger Fallon      | - tévéfilm - magyar hangja: - Stohl András                             |
| 2009–2010 | Egy call girl titkos naplója       | Secret Diary of a Call Girl                  | Duncan                | 8 epizód                                                               |
| 2011      | A főnök                            | The Closer                                   | Alex Banks professzor | 1 epizód                                                               |
| 2012      | Érdekházasság                      | The Making of a Lady                         | Alec Osborn kapitány  | tévéfilm                                                               |
| 2012      | A gyilkosnak ölni kell             | Those Who Kill                               | Thomas Schaeffer      | főszereplő (10 epizód)                                                 |
| 2015      |                                    | Broadchurch                                  | Lee Ashworth          | 2. évad (8 epizód)                                                     |
| 2015–2016 | Carter ügynök                      | Agent Carter                                 | Edwin Jarvis          | - főszereplő (18 epizód) - magyar hangja: - Rajkai Zoltán              |
| 2018      | Homeland – A belső ellenség        | Homeland                                     | Anson                 | mellékszereplő (6 epizód)                                              |
| 2018      | A tengeralattjáró                  | Das Boot                                     | Sinclair              | 2 epizód                                                               |
| 2019      |                                    | The Rook                                     | Andrew Bristol        | 2 epizód                                                               |
| 2019      | Halálzóna                          | The Hot Zone                                 | Trevor Rhodes         | 5 epizód                                                               |
| 2021      |                                    | Leonardo                                     | Ludovico Sforza       | főszereplő (6 epizód)                                                  |
| 2021      |                                    | Red Election                                 | Adam Cornwell         | 10 epizód                                                              |
| 2022      |                                    | Deadline                                     | James                 | főszereplő                                                             |
| 2022      |                                    | Grace                                        | Cassian Pewe          | 2. évad (1 epizód)                                                     |
| 2024      |                                    | Constellation                                | Magnus                | főszereplő                                                             |
| 2024      | Mi lenne, ha…?                     | What If...?                                  | Edwin Jarvis (hangja) | - 1 epizód - magyar hangja: - Czvetkó Sándor                           |